# 후지타 쇼조
후지타 쇼조(일본어: 藤田 省三, 1927년 9월 17일 ~ 2003년 5월 28일)는 일본의 사상사가이자 정치학자이다. 일본 전후(戰後)를 대표하는 리버럴파 지식인이다.

## 생애
에히메현 출신. 2차 대전 막바지이던 1945년 2월 육군예비사관학교에 입학해 훈련을 받던 중 패전을 맞아 오미시마(大三島)로 귀향했다. 1950년 도쿄 대학 법학부에 입학한 그는 마루야마 마사오의 논문 「초국가주의의 논리와 심리」(1946)와 「군국지배자의 정신형태」(1949)를 읽은 것을 계기로 ‘마루야마 세미나’에 들어가게 되었고 일찍부터 마루야마 문하의 인재로 촉망받았다.
1952년 경찰 권력에 의한 대학자치 침해사건을 계기로 일본공산당에 입당했으나 얼마 후 탈당했다. 1953년에 도쿄 대학 법학부를 졸업한 뒤부터 호세이 대학 법학부 교수로 재직했다. 1960년 안보투쟁에 참가하기도 했다.
1971년에는 호세이 대학 교수직을 사임하고 미스즈 쇼보와 헤이본샤에서 시민 세미나와 고전 세미나를 조직하는 활동에 참여하며 '낭인생활'의 시기를 보냈다. 9년 뒤 호세이 대학에 복귀, 1993년 정년 퇴직했다. 2003년 직장암과 폐렴으로 사망했다. ‘니시타마 재생의 숲’(西多摩再生の森)에 자연장으로 안장되었다.

## 이력
- 1950년 도쿄 대학 법학부 입학
- 1953년 호세이 대학 법학부 조수(助手)
- 1966년 호세이 대학 법학부 교수
- 1971년 호세이 대학 법학부 교수 희망사직
- 1980년 호세이 대학 법학부 교수로 복귀
- 1993년 호세이 대학 정년퇴직 (호세이대학은 본인이 원할 경우 70세까지 정년을 연장할 수 있으나 신청하지 않고 65년에 정년퇴직했다.)

## 사상
마루야마 마사오의 제자로, 과작(寡作)이지만 마루야마 학파를 대표한다. 1956년 쓴 논문 「천황제 국가의 지배원리」는 근대 천황제의 내부 구조를 남김없이 분석하여 전후사상사적으로 여전히 큰 의미를 지니는 획기적 작품이다. 마루야마 문하에서 정치사상사를 공부한 그는 스승의 영향을 받았으면서도 절대주의 천황제의 결과인 역사적 과제를 보편사적 문맥에서 내재적으로 이해해 천황제를 극복할 수 있다고 보았다. 쓰루미 슌스케(鶴見俊輔)의 권유로 『사상의 과학』 전향 연구회에 참가하면서는 쓰루미와 함께 공동연구한 『전향』(轉向)의 중심 필자가 되었고 예리한 분석과 비판적 사고는 스승인 마루야마 마사오를 능가한다는 평을 얻었다.
미스즈쇼보(みすず書房)에서 『후지타 쇼조 저작집』이 간행돼 있다.

## 기타
- 『천황제 국가의 지배원리』에서는 마루야마 마사오의 천황제론을 이어받아 명쾌하게 논했다. 그러나 미완의 책이 되었다.
- 『유신의 정신』에서는 메이지 유신 100주년을 앞두고, 유신의 원동력은 존왕 사상 같은 것이 아니라 탈번(脫藩) 지사의 난상토론과 횡단에 있었다고 보았다.
- 『정신사적 고찰』은 ‘골목길에서 숨바꼭질을 볼 수 없게 되었다’는 일상적인 화제로 시작해 심오한 정신사적 고찰에 이르는 문체가 특징이다. 위 문장으로 시작하는 책의 첫 챕터 「어느 상실의 경험」은 대학 입시에 독해 문제 지문으로 사용되어 인구에 회자되기도 했다.

## 저작

### 단독 저서
- 『天皇制国家の支配原理』（未來社, 1966）
- 『維新の精神』（みすず書房, 1967）
- 『転向の思想史的研究――その一側面』（岩波書店, 1975）
- 『精神史的考察――いくつかの断面に即して』（平凡社, 1982年／平凡社ライブラリー, 2003）
- 『全体主義の時代経験』（みすず書房, 1995）
- 『戦後精神の経験（1・2）』（影書房, 1996）

### 공저서
- （久野収・鶴見俊輔）『戦後日本の思想』（中央公論社, 1959／勁草書房, 1966／講談社文庫, 1976／岩波書店同時代ライブラリー, 1995／岩波現代文庫, 2010）
- （萩原延壽）『瘠我慢の精神 福沢諭吉「丁丑公論」「瘠我慢の説」を読む』（朝日文庫, 2008）

### 저작집
- 『藤田省三著作集』（みすず書房, 1997-1998）
  - 1巻「天皇制国家の支配原理」
  - 2巻「転向の思想史的研究」
  - 3巻「現代史断章」
  - 4巻「維新の精神」
  - 5巻「精神史的考察」
  - 6巻「全体主義の時代経験」
  - 7巻「戦後精神の経験（1）」
  - 8巻「戦後精神の経験（2）」
  - 9巻「『写真と社会』小史」
  - 10巻「異端論断章」

### 한국어 번역서
- 『전체주의의 시대경험』, 이홍락 옮김, 창비, 1998
- 『전향의 사상사적 연구』, 최종길 옮김, 논형, 2007
- 『천황제 국가의 지배원리』, 김석근 옮김, 논형, 2009
- 『정신사적 고찰』, 조성은 옮김, 돌베개, 2013

## 같이 보기
- 마루야마 마사오
- 호세이 대학